# 升C小調夜曲Op. posth. (蕭邦)

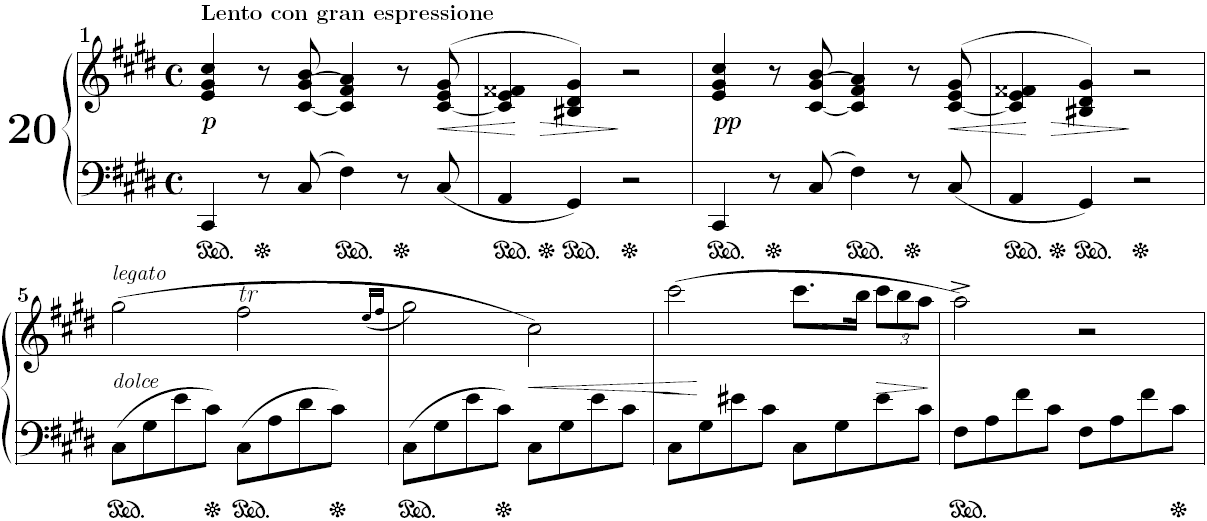
升C小调夜曲Op. posth.的开头

升C小調夜曲, Op. posth.是蕭邦的一首夜曲作品，於1830年創作，獻給其姊Ludwika Chopin，並註“To my sister Ludwika as an exercise before beginning the study of my second Concerto”（給我姊Ludwika，為開始我第二首協奏曲前的一個練習）。有時它被稱作“Reminiscence”（回憶）。

## 結構

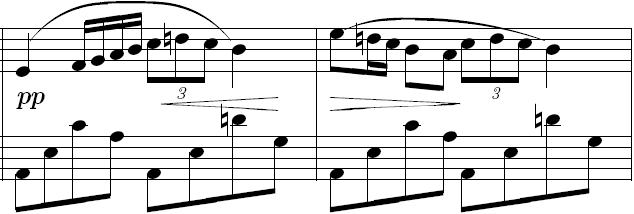
第21、22小節

此曲為富感情的緩板（Lento con gran espressione），4/4拍，升C小調。首4小節為引子，其後主旋律開始，其後於第21小節引入新旋律，但於第47小節回到主題，最後於第65小節完結。當中第21、22小節的樂句類似蕭邦同一時期的作品第二鋼琴協奏曲中第三樂章之主旋律，而第23、24小節類似該協奏曲第一樂章中部分第二主題。

## 相關樂曲
- 内森·米尔斯坦的小提琴及鋼琴改編曲
- 艾莉西亚·凯斯的專輯平凡如我第一首"As I Am (Intro)"引用了此曲

## 流行文化
- 電影中兩次出現瓦迪斯瓦夫·斯皮爾曼對此曲的演奏（皆為選段）。
- 此曲於電影《終結者外傳》第一季第七集出現。
- 電影《功夫梦》出現此曲的小提琴版本。
- 電影《戰略殺手》出現此曲。
- 紀錄片《解密山達基》中此曲以特雷門琴（Dorit Chrysler）及大鍵琴（Phaedon Papadopoulos）合奏。[5]
- 日本电视剧《风之花园（日语：風のガーデン）》将此曲选段填词后作为主题片尾曲使用。
- 此曲於遊戲《消逝的光芒》隔離區中出現。
- 此曲於遊戲《黑手党III》造訪鄉村俱樂部時出現。

## 外部連結
- 升C小調夜曲Op. posth.：国际乐谱典藏计划上的乐谱
- 升C小調夜曲, Op. posth.的樂譜（页面存档备份，存于）